# Royal Mews
I Royal Mews sono un insieme di stabili, adibiti a scuderie e garage, che ospitano le carrozze e le automobili di rappresentanza della famiglia reale britannica. Si trovano a Londra e dagli anni 1820 presso Buckingham Palace mentre in precedenza erano allocati a Charing Cross. Il sito è aperto al pubblico per gran parte dell'anno.

## Charing Cross

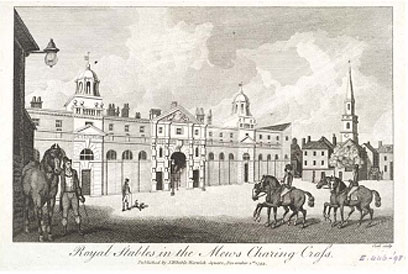
I Mews a Charing Cross nel 1793.

La prima sede degli stabili era a Charing Cross alla fine occidentale dello Strand. In questo sito venivano tenuti i falchi reali sin dal 1377 e il nome derivava dal fatto che essi vi erano rinchiusi (moulting o "mew", in italiano in gabbia).
Gli edifici vennero distrutti da un incendio nel 1534 e ricostruiti, prendendo il vecchio nome ma acquisendo la nuova funzione di scuderia e deposito di carrozze. Sulle vecchie mappe, come la "Woodcut" map of London, dei primi anni 1560, i Mews si vedono in quella che è oggi Leicester Square.
Questi edifici erano solitamente noti come King's Mews, anche se talvolta erano citati come Royal Mews, Royal Stables o Queen's Mews quando vi era una regina sul trono. Vennero ricostruiti nuovamente nel 1732 su progetto di William Kent, e nei primi anni del XIX secolo vennero aperti al pubblico. Era un imponente edificio classico, e c'era uno spazio aperto di fronte a esso che era considerato tra i più grandi esistenti nel centro di Londra in un'epoca in cui i parchi reali erano ai margini della città e i giardini delle piazze di Londra erano aperti solo ai residenti delle case circostanti.

## Buckingham Palace

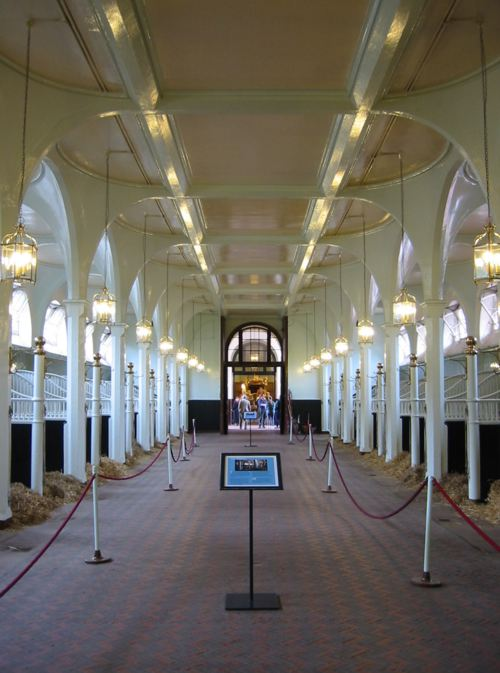
Edificio dei Royal Mews

L'attuale Royal Mews si trova nei fondi di Buckingham Palace, a sud di Buckingham Palace Gardens, vicino Grosvenor Place.
Negli anni 1760, Giorgio III trasferì i suoi cavalli e carrozze di uso quotidiano nei fondi dell'allora Buckingham House, che aveva acquistato, nel 1762, per essere utilizzato da parte di sua moglie, ma la sede principale delle carrozze di rappresentanza rimase a King's Mews. Tuttavia, quando suo figlio Giorgio IV convertì Buckingham Palace nella residenza principale dei sovrani del Regno Unito, negli anni 1820, l'intero apparato venne trasferito. Le antiche Mews di Charing Cross vennero demolite e al loro posto realizzata Trafalgar Square. Le attuali Royal Mews vennero costruite su progetto di John Nash e completate nel 1825 (anche se la scuola di equitazione, progettata da William Chambers, risale agli anni sessanta del secolo precedente). Nel frattempo gli edifici sono stati largamente rimaneggiati.
I Royal Mews sono regolarmente aperti al pubblico. Vi sono custodite le carrozze di Stato e altri mezzi di trasporto, assieme a circa trenta cavalli, e ai moderni mezzi di trasporto, le auto di rappresentanza della monarchia. Cocchieri, stallieri, autisti e altro personale sono alloggiati in appartamenti sovrastanti.

### Mezzi reali e di stato
Alcune delle carrozze custodite nei Mews sono indicate di seguito.

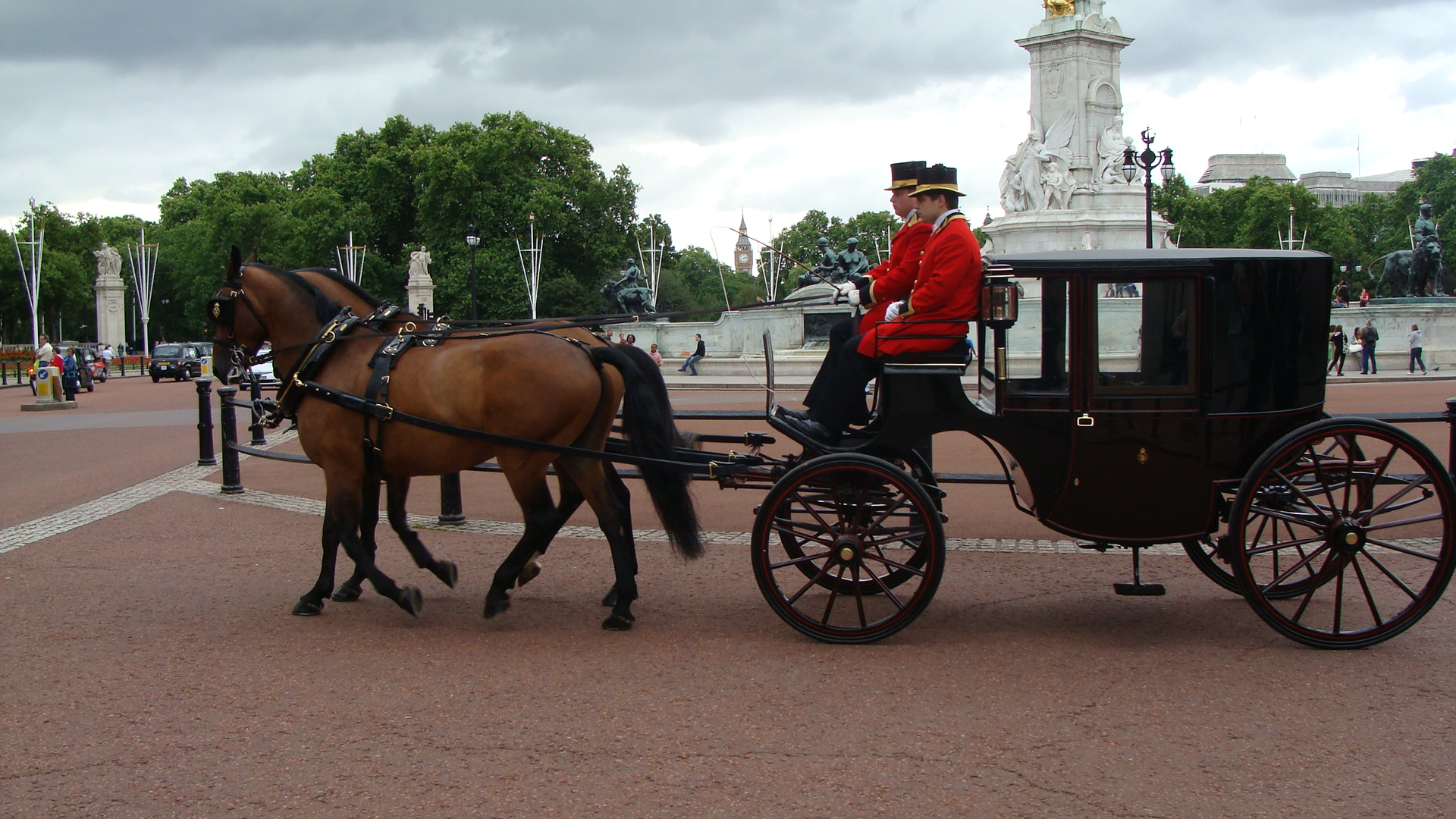
Una Clarence dei Royal Mews, trainata da una coppia di cavalli Cleveland Bay, vicino al Victoria Memorial, Londra (la Clarence è una carrozza a due cavalli più grande della  Brougham)
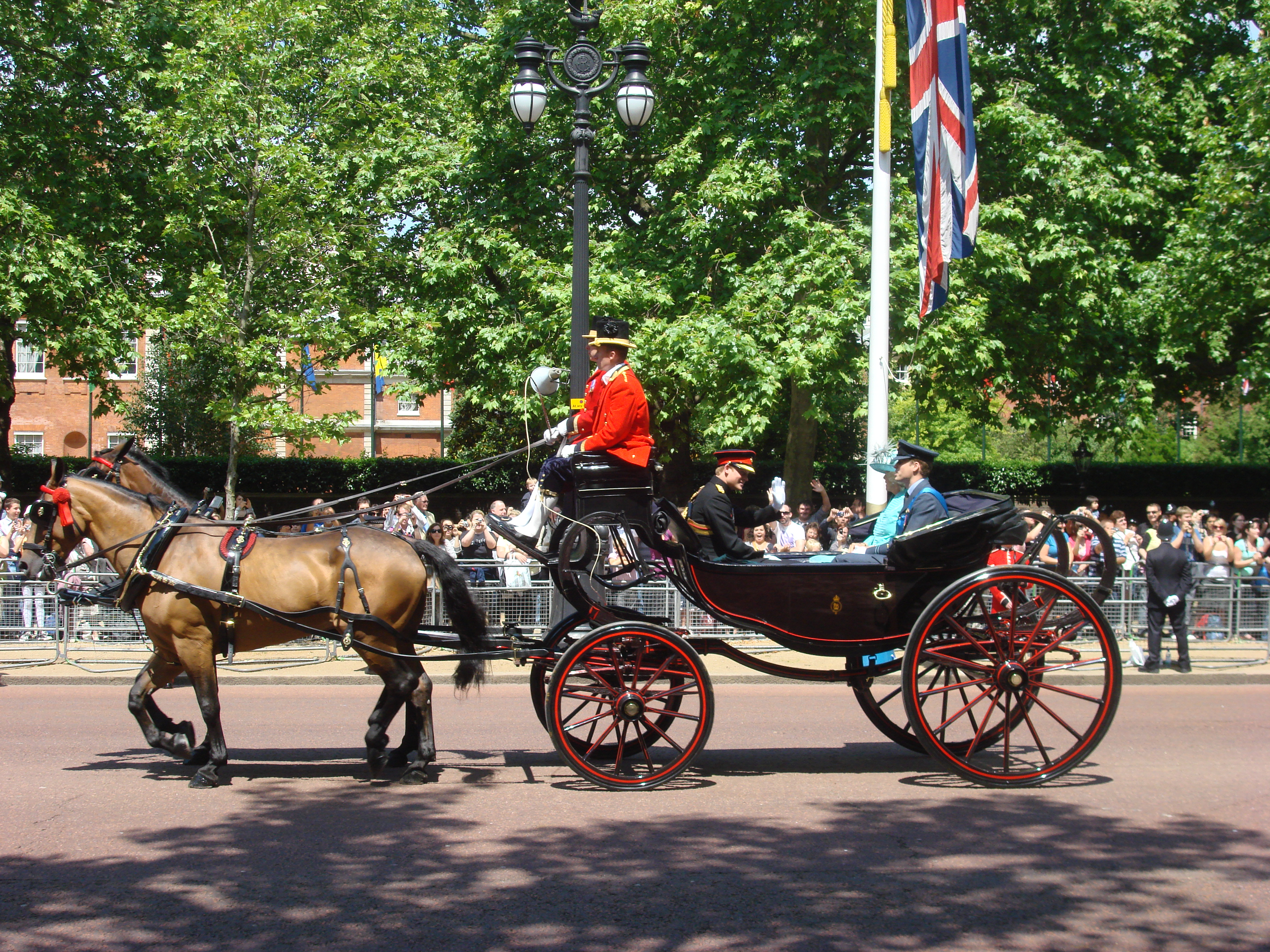
Una delle due carrozze Barouche dei Royal Mews, a disposizione dei membri della famiglia reale britannica, nel 2009 al Trooping the Colour
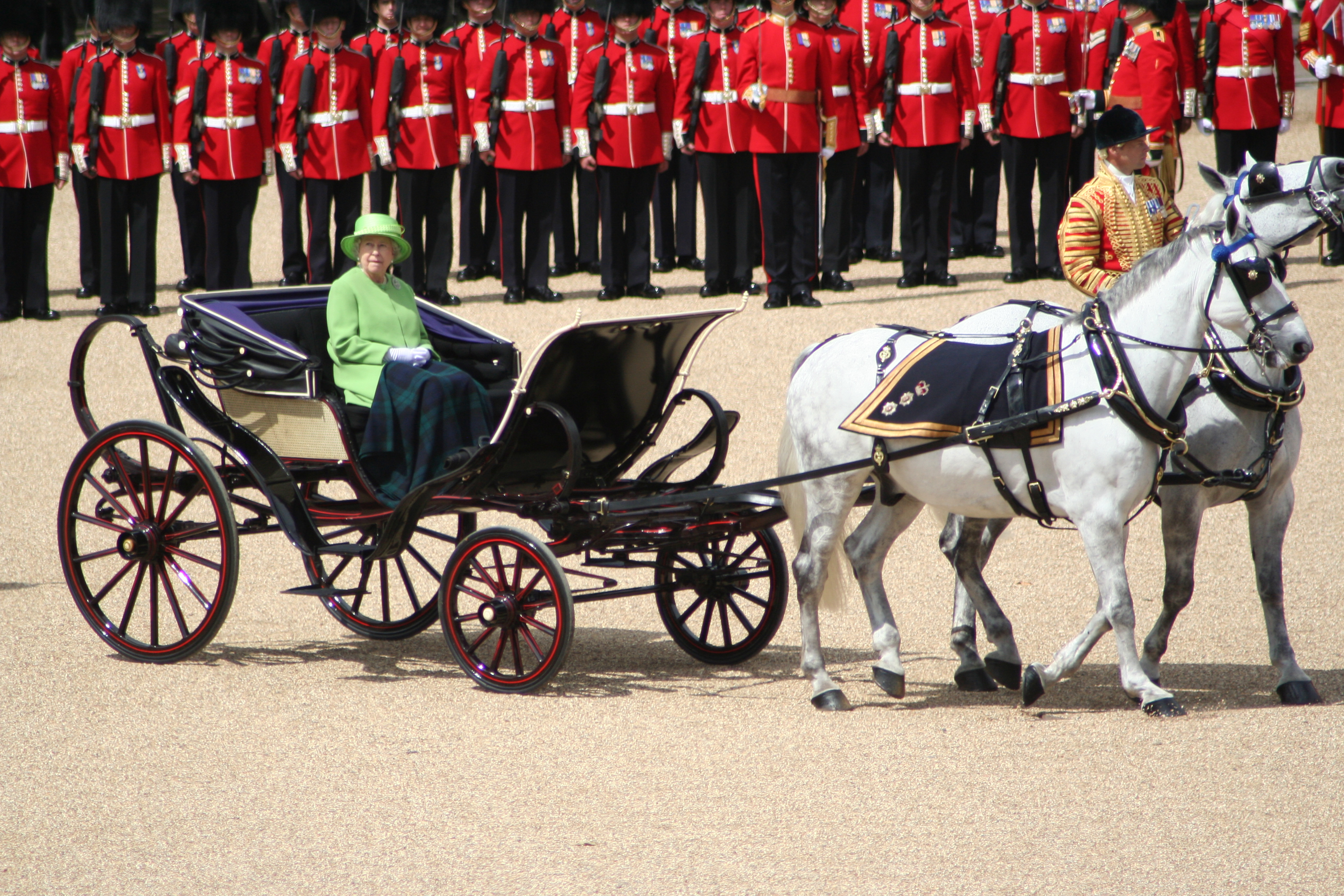
La regina Elisabetta su una Phaeton, trainata da cavalli Windsor Grey, nel 2007 a Trooping the Colour
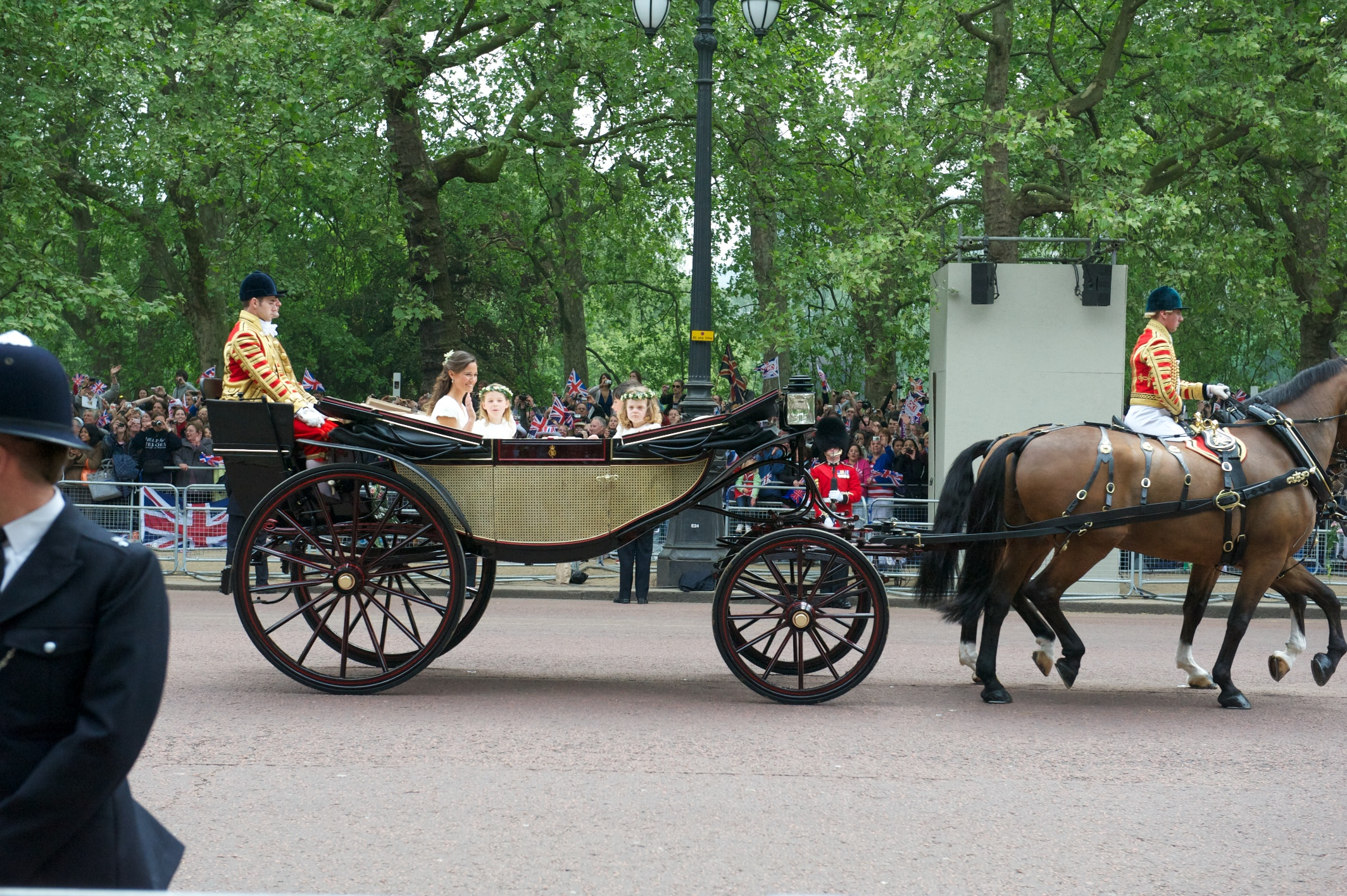
Una 'Ascot' Landau, che trasporta le damigelle, di ritorno da Westminster Abbey a  Buckingham Palace dopo il matrimonio del Duca e della Duchessa di Cambridge, 2011

I veicoli di rappresentanza presenti alle Royal Mews sono indicati di seguito. Un buon numero sono esposti al pubblico anche se non tutti sono tenuti a Londra. La maggior parte sono ancora in uso, e alcune (per esempio, le Broughams) vengono usate tutti i giorni. mentre altre (soprattutto la Gold State Coach) vengono utilizzate soltanto in rare occasioni per cerimonie di Stato. L'elenco comprende veicoli per uso personale, ricreativo e per lo sport, oltre a quelli progettati per occasioni ufficiali:
- Gold State Coach
- Irish State Coach
- Scottish State Coach
- Australian State Coach
- Diamond Jubilee State Coach
- Queen Alexandra's State Coach
- Glass Coach
- King Edward VII's Town Coach
- Diversi Landau:
  - 1902 State Landau
  - Sette altri Landau

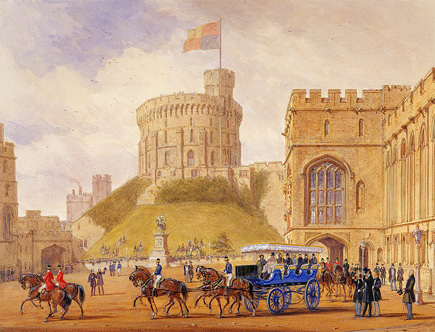
Charabanc (omaggio di Luigi Filippo di Francia alla regina Vittoria) al Castello di Windsor nel 1844

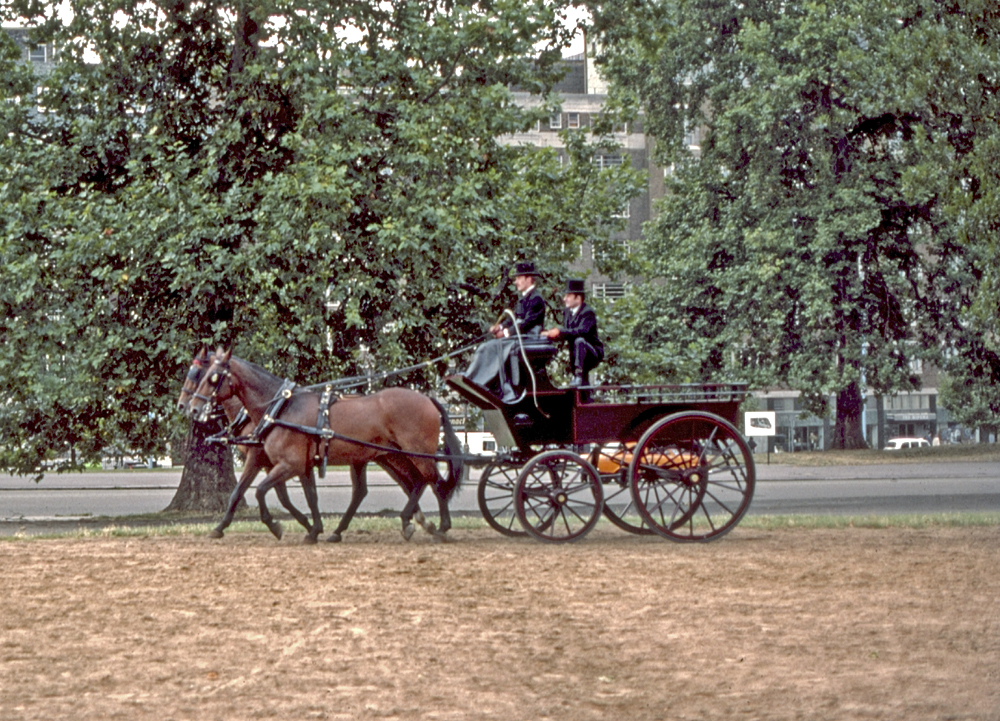
Brake, carrozza utilizzata per l'addestramento dei cavalli delle carrozze reali, qui a Hyde Park

  - Cinque per servizi semi-ufficiali
  - Cinque Ascot Landaus
- Barouche e Sociables
- Brougham e Clarence
- Phaeton e Victoria
- Carrozze sportive, compresa una rara Curricle
- Veicoli per il tempo libero, come la Charabanc di Louis-Philippe (illustrata sopra)
- Diversi veicoli trainati da pony e da allenamento

Non usata di frequente la Queen Victoria's State Sledge, una delle numerose slitte reali presenti nelle Mews.
In mostra anche alcune delle livree e finimenti (anche in uso regolare) storici e perfettamente conservati, che vanno dagli elementi più semplici utilizzati per l'esercizio dei cavalli, alle livree di Stato riccamente decorate e finimenti progettati per essere utilizzati in occasioni ufficiali su carrozze di Stato.

### Carrozze a cavalli
I cavalli presenti oggi nelle Royal Mews sono per la maggior parte Windsor Grey o Cleveland Bay, anche se non è sempre stato così (ad esempio, per oltre 200 anni sono stati allevati localmente gli  Hannover Cream, cavalli che avevano il posto d'onore nelle grandi occasioni ufficiali, fino a quando i problemi dovuti alla consanguineità portarono all'interruzione del loro utilizzo a metà degli anni 1920). I cavalli sono regolarmente allenati al traino (uno dei motivi per l'ininterrotto uso del traino a cavalli per i messaggeri giornalieri); sono utilizzati per usi competitivi, ricreativi e di rappresentanza.

### Automobili di Stato

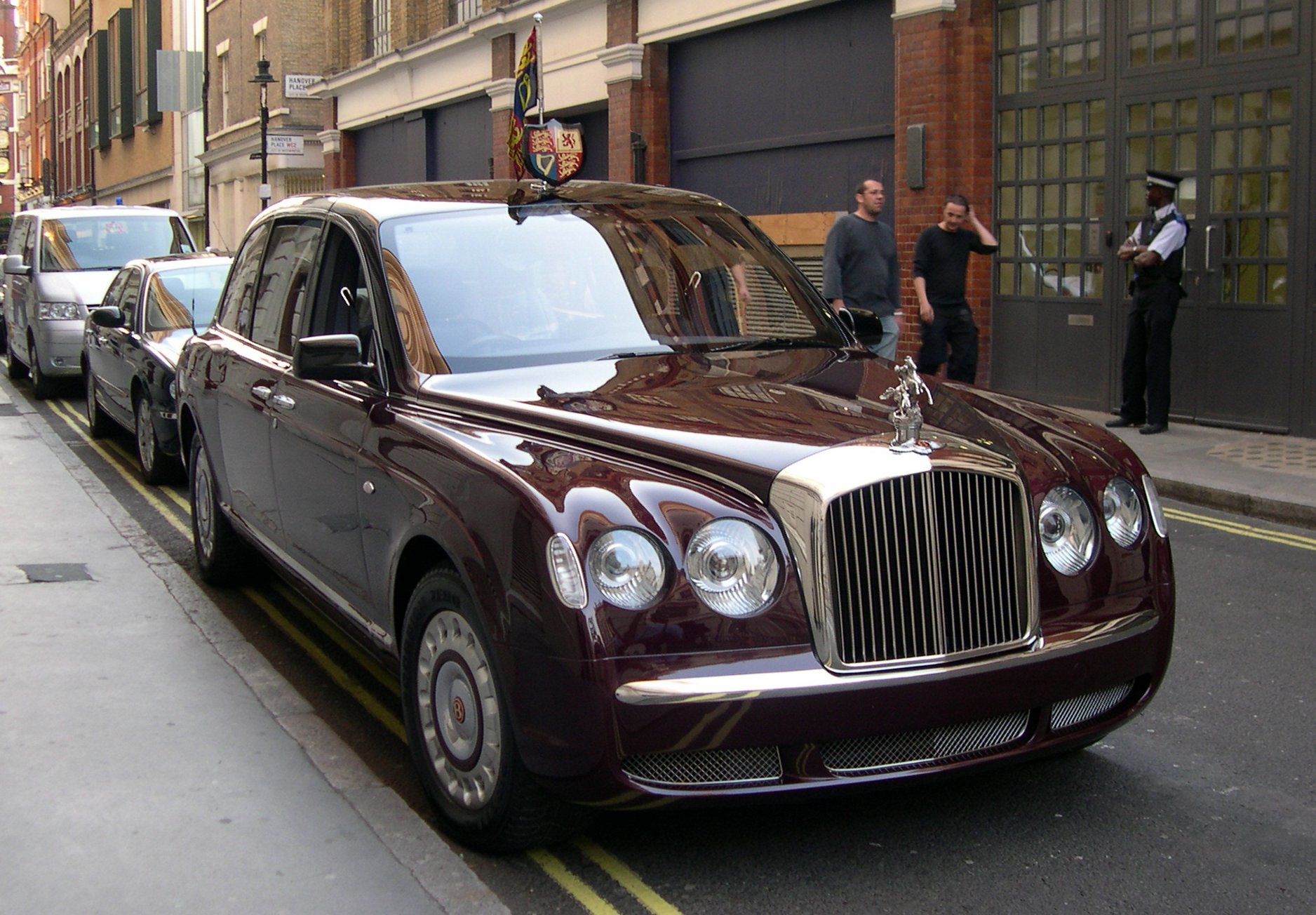
Bentley State Limousine del 2002

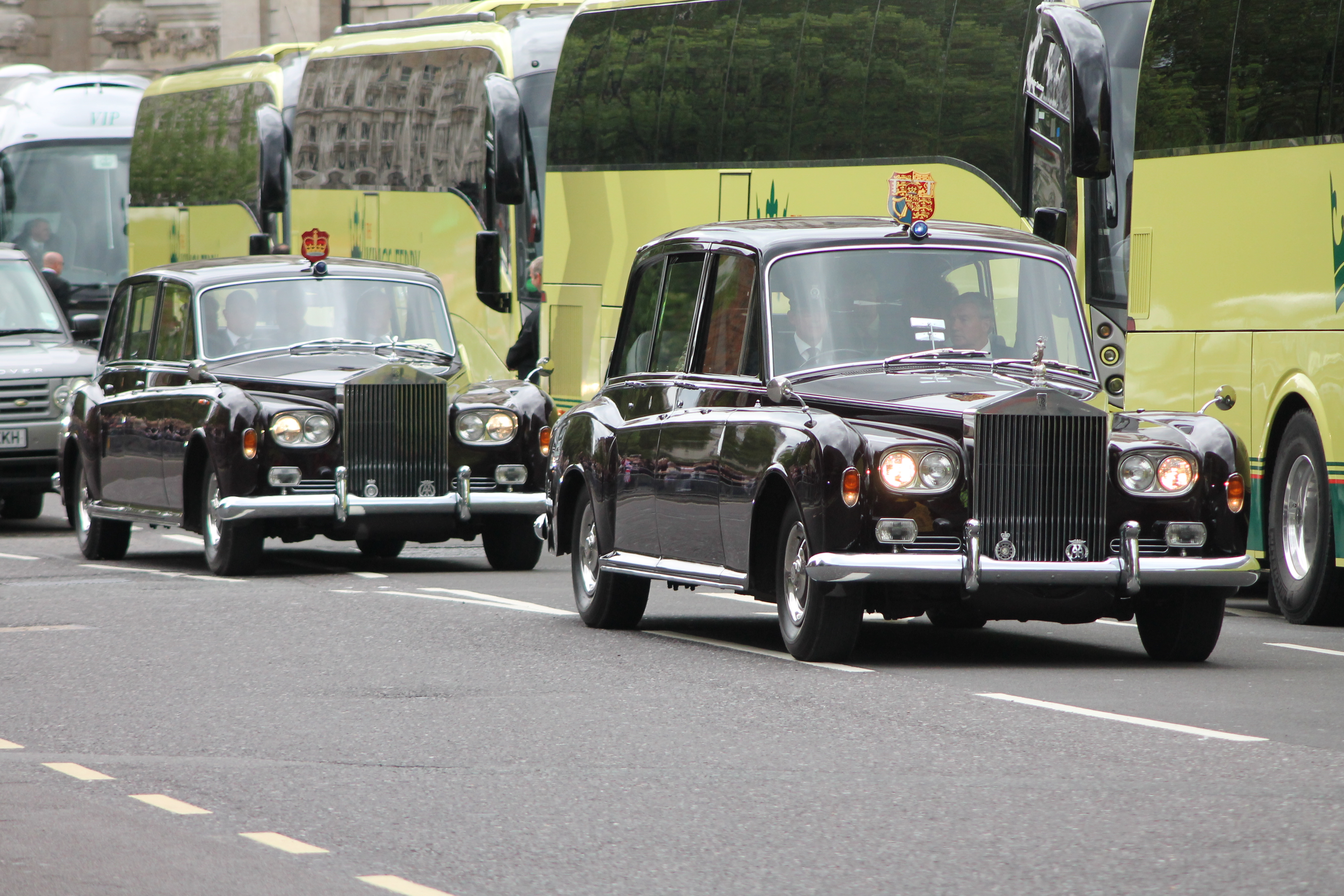
Rolls Royce del 1986 (sinistra) e Rolls Royce Phantom VI del 1977

Il mantenimento e la cura del parco veicoli a motore è la parte preponderante dell'attività delle Royal Mews, oltre a quella dei veicoli a trazione animale. Le vetture a uso ufficiale e semi-ufficiale (diversamente da quelle a uso privato) sono tutte dipinte in bordeaux e nero; Le cinque vetture ufficiali sono senza targa. Esse comprendono:
- Due Bentley State Limousine (date alla regina nel 2002 in occasione del giubileo d'oro di Elisabetta II)
- Due Rolls-Royce Phantom VI: una Silver Jubilee Phantom VI del 1977 e una Phantom VI del 1986, entrambe identiche all'esterno, con l'eccezione del tetto leggermente più alto di quella del 1977 (foto sotto)
- Una rara Phantom IV del 1950 con carrozzeria di H. J. Mulliner & Co., primo esemplare costruito. Nel 1955 è stata dotata di cambio automatico.

#### Veicoli del passato
- Due Rolls-Royce Phantom V del 1961 (ritirate dalla flotta in uso dopo l'acquisto delle Bentley del 2002)
- Una Rolls-Royce Phantom IV del 1961 con carrozzeria di Hooper. Vettura noleggiata in permanenza alla Sir Henry Royce Memorial Foundation, Paulerspury, U.K.

#### Veicoli semi-ufficiali
Usati per occasioni meno formali e come veicoli di supporto:
- Due Jaguar XJ limousine del 2012 (numero di targa NGN1 e NGN2)
- Tre Daimler DS420 limousine del 1990 (numero di targa KLL1, K326EHV e F728OUL)

## Altre sistemazioni
The Royal Mews, Hampton Court Palace si trova sull'Hampton Court Green. Fornisce sistemazione allo staff reale, e i cavalli vi sono presenti di tanto in tanto. Non sono aperti al pubblico. Vi sono officine delle Royal Mews al Castello di Windsor dove sono conservate normalmente le Ascot, assieme ai veicoli utilizzati nel Windsor Great Park. Vi sono anche alcuni cavalli da tiro. A Holyrood, le Royal Mews (situate in Abbey Strand) sono una delle più antiche sezioni del Palazzo, e ancora in servizio quando le carrozze vengono utilizzate a Edimburgo. 
Storicamente, gli edifici antichi di St James's Palace, che si trovavano nel sito dell'odierna Lancaster House, venivano chiamati Royal Mews.